# Tatum, Texas
Tatum là một thành phố thuộc quận Rusk, tiểu bang Texas, Hoa Kỳ. Năm 2010, dân số của xã này là 1385 người.

## Dân số
- Dân số năm 2000: 1175 người.
- Dân số năm 2010: 1385 người.